# We Got It from Here... Thank You 4 Your Service
Albums de A Tribe Called Quest
The Best of A Tribe Called Quest
(2008)
We Got It from Here... Thank You 4 Your Service est le sixième album studio du groupe A Tribe Called Quest, sorti le 11 novembre 2016.
Il s'agit du premier album du groupe depuis 18 ans. L'opus compte des featurings de Consequence, Busta Rhymes, André 3000, Kendrick Lamar, Jack White, Elton John, Kanye West, Anderson .Paak ou encore Talib Kweli, ainsi que plusieurs contributions de Phife Dawg qui est décédé plusieurs mois avant la sortie de l'album,,.
Après la publication de The Love Movement, les membres de A Tribe Called Quest se séparent en raison de problèmes au sein du groupe. Pendant les années qui ont suivi, le groupe a toujours déclaré ne rien avoir enregistré, ou prévu de le faire, malgré une brève réunion lors du Yeezus Tour de Kanye West en 2013.
Le groupe se produit sur le plateau de l'émission The Tonight Show Starring Jimmy Fallon le 13 novembre 2015. Les membres du groupe, retrouvant une communication et une énergie juvénile, décident alors de mettre de côté leurs différends et de travailler sur un nouvel album, en secret.
Le titre de l'album a été choisi par Phife Dawg, et bien que les autres membres n'en aient pas compris le sens, ils ont décidé de le garder après sa mort.
Une semaine après sa sortie, We Got It from Here... Thank You 4 Your Service se classe à la première place du Billboard 200 avec 135 000 exemplaires vendus.

## Liste des titres
| No  | Titre                                                                  | Auteur                                                                         | Contient un (des) sample(s) de | Durée |
| --- | ---------------------------------------------------------------------- | ------------------------------------------------------------------------------ | --- | ----- |
| 1.  | The Space Program                                                      | Ali Shaheed Muhammad, Kamahl Ibn John Fareed, Jarobi White, Malik Izaak Taylor | Boat Trip (Extrait de la bande originale du film Charlie et la Chocolaterie) The Heat de Willie Dynamite Thriller de Michael Jackson featuring Vincent Price Gimme Some More des J.B.'s | 5:40  |
| 2.  | We the People....                                                      | Muhammad, Fareed, White, Taylor                                                | Behind the Wall of Sleep de Black Sabbath | 2:52  |
| 3.  | Whateva Will Be                                                        | Muhammad, Fareed, White, Taylor                                                | Promised Land des Nairobi Sisters Girls, This Motherfucker's Got Rhythm de Dolemite | 2:52  |
| 4.  | Solid Wall of Sound (featuring Busta Rhymes, Jack White et Elton John) | Muhammad, Fareed, White, Taylor, Trevor Smith, Jr., Reginald Kenneth Dwight    | Benny and the Jets d'Elton John Jericho Jerk de Michel Colombier et Pierre Henry Gimme Some More des J.B.'s                                                                             | 3:43  |
| 5.  | Dis Generation (featuring Busta Rhymes)                                | Muhammad, Fareed, White, Taylor, Smith, Jr.                                    | Ruido De Magia d'Invisible Pass the Dutchie de Musical Youth | 3:33  |
| 6.  | Kids...                                                                | Muhammad, Fareed, White, Taylor, André Benjamin                                | | 3:48  |
| 7.  | Melatonin                                                              | Muhammad, Fareed, White, Taylor                                                | | 4:44  |
| 8.  | Enough!!                                                               | Muhammad, Fareed, White, Taylor                                                | "Folimagination" d'Olivier Bloch-Lainé Memory Band de Rotary Connection | 3:20  |
| 9.  | Mobius (featuring Busta Rhymes et Consequence)                         | Muhammad, Fareed, White, Taylor, Dexter Mills, Jr. Smith, Jr.                  | Prologue de Gentle Giant Keep It Thoro de Prodigy Ooh Child des Five Stairsteps | 2:51  |
| 10. | Black Spasmodic                                                        | Muhammad, Fareed, White, Taylor                                                | | 3:03  |
| 11. | The Killing Season (featuring Consequence, Talib Kweli et Kanye West)  | Muhammad, Fareed, White, Taylor, Talib Kweli Greene, Mills, Jr., Kanye West    | Buffalo Gals de Malcolm McLaren | 2:43  |
| 12. | Lost Somebody (featuring Katia Cadet)                                  | Muhammad, Fareed, White, Taylor, John Anthony Gillis                           | Halleluhwah de Can | 4:18  |
| 13. | Movin Backwards                                                        | Muhammad, Fareed, White, Taylor, Brandon Paak Anderson                         | | 4:41  |
| 14. | Conrad Tokyo (featuring Kendrick Lamar)                                | Muhammad, Fareed, White, Taylor, Kendrick Duckworth                            | Gimme Some More des J.B.'s | 3:31  |
| 15. | Ego                                                                    | Muhammad, Fareed, White, Taylor                                                | | 3:17  |
| 16. | The Donald                                                             | Muhammad, Fareed, White, Taylor                                                | Gimme Some More des J.B.'s | 5:22  |

## Certifications
| Pays              | Certification | Unités certifiées |
| ----------------- | ------------- | ----------------- |
| États-Unis (RIAA) | Or            | 500 000           |